# Listă de filme de aventură din anii 1940
Aceasta este o listă de filme de aventură din anii 1940:
| 1940                                        |                                           |                                                                                          |                                                                                    |                             |
| Drums of the Desert                         | George Waggner                            | Ralph Byrd, Lorna Gray, George Lynn                                                      | Statele Unite ale Americii                                                         | romantic, aventură          |
| Drums of fu manchu                          | William Witney                            | Henry Brandon, William Royle, Olaf Hytten, Luana Walters                                 | Statele Unite ale Americii                                                         | [ 2 ]                       |
| Flash Gordon Conquers the Universe          | Ford Beebe, Ray Taylor                    | Buster Crabbe, Carol Hughes, Roland Drew                                                 | Statele Unite ale Americii                                                         | [ 3 ]                       |
| Green Hell                                  | James Whale                               | Douglas Fairbanks Jr., Joan Bennett, George Sanders                                      | Statele Unite ale Americii                                                         | aventură drama              |
| The Sea Hawk                                | Michael Curtiz                            | Errol Flynn, Brenda Marshall, Claude Rains                                               | Statele Unite ale Americii                                                         | aventură pe mare            |
| The Thief of Bagdad                         | Ludwig Berger, Michael Powell, Tim Whelan | Conrad Veidt, Sabu, June Duprez, John Justin, Rex Ingram                                 | Statele Unite ale Americii · Regatul Unit al Marii Britanii și al Irlandei de Nord | fantastic, aventură         |
| 1941                                        |                                           |                                                                                          |                                                                                    |                             |
| The Corsican Brothers                       | Gregory Ratoff                            | Douglas Fairbanks, Jr., Ruth Warwick                                                     | Statele Unite ale Americii                                                         | [ 7 ]                       |
| Jungle Girl                                 | John English, William Witney              | Frances Gifford, Tom Neal, Trevor Bardette, Gerald Mohr                                  | Statele Unite ale Americii                                                         | [ 8 ]                       |
| Road to Zanzibar                            | Victor Schertzinger                       | Bing Crosby, Bob Hope                                                                    | Statele Unite ale Americii                                                         | aventură comedy             |
| 1942                                        |                                           |                                                                                          |                                                                                    |                             |
| Arabian Nights                              | John Rawlins                              | Sabu, Jon Hall, María Montez, Leif Erickson                                              | Statele Unite ale Americii · Regatul Unit al Marii Britanii și al Irlandei de Nord | romantic, aventură          |
| The Black Swan                              | Henry King                                | Tyrone Power, Maureen O'Hara, George Sanders                                             | Statele Unite ale Americii                                                         | [ 11 ]                      |
| Reap the Wild Wind                          | Cecil B. DeMille                          | Ray Milland, John Wayne, Paulette Goddard, Raymond Massey, Robert Preston, Susan Hayward | Statele Unite ale Americii                                                         | romantic, aventură          |
| Road to Morocco                             | David Butler                              | Bing Crosby, Bob Hope, Dorothy Lamour                                                    | Statele Unite ale Americii                                                         | aventură, comedie, romantic |
| The Spoilers                                | Ray Enright                               | Marlene Dietrich, Randolph Scott, John Wayne                                             | Statele Unite ale Americii                                                         | romantic, aventură          |
| 1943                                        |                                           |                                                                                          |                                                                                    |                             |
| Sahara                                      | Zoltan Korda                              | Humphrey Bogart, Bruce Bennett, Lloyd Bridges, Rex Ingram                                | Statele Unite ale Americii                                                         | film de război, aventură    |
| White Savage                                | Arthur Lubin                              | Maria Montez, Jon Hall, Sabu, Turhan Bey, Sidney Toler                                   | Statele Unite ale Americii                                                         | [ 16 ]                      |
| 1944                                        |                                           |                                                                                          |                                                                                    |                             |
| Cobra Woman                                 | Robert Siodmak                            | Maria Montez, Jon Hall, Sabu                                                             | Statele Unite ale Americii                                                         | [ 17 ]                      |
| Frenchman's Creek                           | Mitchell Leisen                           | Joan Fontaine, Arturo de Córdova, Basil Rathbone                                         | Statele Unite ale Americii                                                         | Romantic aventură           |
| Lifeboat                                    | Alfred Hitchcock                          | Tallulah Bankhead, William Bendix, Walter Slezak                                         | Statele Unite ale Americii                                                         | aventură pe mare, dramatic  |
| The Tiger Woman                             | Spencer Gordon Bennet, Wallace Grissell   | Linda Stirling, Allan Lane, Duncan Renaldo, George J. Lewis                              | Statele Unite ale Americii                                                         | [ 20 ]                      |
| The Princess and the Pirate                 | David Butler                              | Bob Hope, Virginia Mayo, Victor McLaglen, Walter Slezak, Walter Brennan                  | Statele Unite ale Americii                                                         | aventură comedy             |
| 1945                                        |                                           |                                                                                          |                                                                                    |                             |
| Captain Kidd                                | Rowland V. Lee                            | Charles Laughton, Randolph Scott, Barbara Britton, John Carradine, Gilbert Roland        | Statele Unite ale Americii                                                         | Pirate aventură             |
| A Thousand and One Nights                   | Alfred E. Green                           | Cornel Wilde, Evelyn Keyes, Phil Silvers, Adele Jergens                                  | Statele Unite ale Americii                                                         | fantastic, aventură         |
| The Spanish Main                            | Frank Borzage                             | Maureen O'Hara, Paul Henreid, Walter Slezak                                              | Statele Unite ale Americii                                                         | Pirate aventură             |
| 1946                                        |                                           |                                                                                          |                                                                                    |                             |
| Road to Utopia                              | Hal Walker                                | Bob Hope, Bing Crosby                                                                    | Statele Unite ale Americii                                                         | aventură, comedie           |
| 1947                                        |                                           |                                                                                          |                                                                                    |                             |
| Road to Rio                                 | Norman Z. McLeod                          | Bob Hope, Bing Crosby                                                                    | Statele Unite ale Americii                                                         | aventură comedy             |
| Sinbad the Sailor                           | Richard Wallace                           | Douglas Fairbanks, Jr., Maureen O'Hara, Anthony Quinn                                    | Statele Unite ale Americii                                                         | acțiune, aventură           |
| 1948                                        |                                           |                                                                                          |                                                                                    |                             |
| aventurăs of Don Juan                       | Vincent Sherman                           | Errol Flynn, Viveca Lindfors, Robert Douglas,                                            | Statele Unite ale Americii                                                         | Swashbuckler                |
| Man-Eater of Kumaon                         | Byron Haskin                              | Sabu, Wendell Corey, Joy Page, Morris Carnovsky                                          | Statele Unite ale Americii                                                         | aventură în junglă          |
| The Treasure of the Sierra Madre            | John Huston                               | Humphrey Bogart, Walter Huston, Tim Holt                                                 | Statele Unite ale Americii                                                         | aventură drama              |
| Wake of the Red Witch                       | John Farrow, Edward Ludwig                | John Wayne, Gail Russell, Gig Young                                                      | Statele Unite ale Americii                                                         | romantic, aventură          |
| 1949                                        |                                           |                                                                                          |                                                                                    |                             |
| Bagdad                                      | Charles Lamont                            | Maureen O'Hara, Paul Hubschmid, Vincent Price                                            | Statele Unite ale Americii                                                         | aventură în deșert          |
| A Connecticut Yankee in King Arthur's Court | Tay Garnett                               | Bing Crosby                                                                              | Statele Unite ale Americii                                                         | fantastic, aventură         |
| The Blue Lagoon                             | Frank Launder                             | Jean Simmons, Donald Houston, Susan Stranks                                              | Regatul Unit al Marii Britanii și al Irlandei de Nord                              | romantic, aventură          |
| Mighty Joe Young                            | Ernest B. Schoedsack                      | Terry Moore, Ben Johnson, Robert Armstrong, Frank McHugh                                 | Statele Unite ale Americii                                                         | aventură în junglă          |
| Rope of Sand                                | William Dieterle                          | Burt Lancaster, Paul Henreid, Claude Rains, Peter Lorre                                  | Statele Unite ale Americii                                                         | aventură în deșert          |